# Bhaluwa
Bhaluwa (nepalski: भलुवा) – gaun wikas samiti we wschodniej części Nepalu w strefie Kośi w dystrykcie Sunsari. Według nepalskiego spisu powszechnego z 2001 roku liczył on 803 gospodarstw domowych i 4001 mieszkańców (1975 kobiet i 2026 mężczyzn).